# Публий Корнелий Лентул Марцелин
Вижте пояснителната страница за други личности с името Публий Корнелий Лентул Марцелин.
Публий Корнелий Лентул Марцелин (на латински: Publius Cornelius Lentulus Marcellinus) e политик на ранната Римска империя през 1 век пр.н.е.

## Биография
Произлиза от клон Лентул на фамилията Корнелии и вероятно е син на Публий Корнелий Лентул Марцелин (квестор 48 пр.н.е. при Цезар) и внук на Гней Корнелий Лентул Марцелин (консул 56 пр.н.е.). Скрибония вероятно е негова баба.
През 18 пр.н.е. Публий Корнелий Лентул Марцелин е консул заедно с Гней Корнелий Лентул.